# 町田隼人
町田 隼人（まちだ はやと、1985年2月6日 - ）は、日本のお笑い芸人、農家。福岡県朝倉郡筑前町出身。

## 人物
- 福岡県立朝倉高等学校、西南学院大学商学部経営学科卒。
- 星座は水瓶座。血液型はO型。
- 2007年、ワタナベエンターテインメント九州事業本部のオーディションに合格し、1期生として所属。
- 主に行っているネタとしては、出身地である筑前町の方言、「朝倉弁」を用いて朝倉を紹介するネタや、逆ハートになる脹脛を出しながら、「幸あれーっす！」と叫ぶ縁起物ネタや、朝倉のおいちゃん朝倉幸男（あさくら さちお）に扮したコント、祖母の町田道子に扮し、ばぁちゃんとの想い出を語るネタがある。
- 好きな色は青。
- 好きな食べ物は甘酒、鶏卵素麺。
- 好きな言葉は「幸あれーっす！」。
- 目標とするタレントは渡辺徹。
- 好きな音楽はスウィング・ジャズ、スカ等。大学では音楽サークルの幹事も務めていた。
- R-1ぐらんぷりは2011年に準決勝に進出している。
- 2013年に結婚し、2児の父である。
- 2020年、高校時代に活動していたバンド「ジャンボタニシ」を当時のメンバーにて活動再開。演奏でのステージ出演を果たすなどアーティストとしても幅広く活動している。
- 2021年4月より芸人としての活動と並行しながら地元の筑前町で農業を始めている。
- かつて所属していた事務所の先輩芸人であるゴリけん（本名：町田健一郎）とは、同姓ではあるが親族関係にはない。
- 2024年に事務所から独立し、それ以降はフリーランスで活動。「半農半芸」というスタイルで、手塩にかけた自慢の野菜たちを地元の道の駅に出荷したり、地元朝倉を中心に福岡県内の様々なイベントでの司会や芸人としての出演などで幅広い年齢層から人気を集めている。

## エピソード
- いつでも脹脛を使った一発芸が出来るように、1年中ハーフパンツを穿いている。
- 若手時代にゴリけんの送迎をするため、筑前町から福岡市内への往復を繰り返す日々を送っていたある日、ゴリけんから交通費の面で横柄な態度を取られたことに立腹、それ以降「芸人を辞めるときはゴリけんをぶん殴ってから辞める」と周囲に公言していた[2]。

## 出演

### テレビ
- ちかっぱ!（テレビ西日本） - 『ちかっぱ!ジュニア』のメンバーとしてレギュラー出演
- 雨ニモマケズ、（TVQ九州放送） - 朝倉幸男に扮して旅するソロ番組（2018年1月7日 - 2021年3月28日）
- ばりすご☆ボイガー7（TVQ九州放送）
- ナチコラル学園（FBS福岡放送）
- 新春ゴールデンピンクカーペット（フジテレビ、2008年1月1日） - キャッチコピーは『博多のお笑い親善大使』
- 九州だんじ （テレビ西日本）
- さしよりご勘弁 （熊本朝日放送)
- 今日感テレビ （RKB毎日放送）
- 豆ごはん。 （RKB毎日放送）
- JAM（TVQ九州放送）
- チラチラパンチ（TVQ九州放送）
- エンタテ!区〜テレビが知らないe世界〜 （RKB毎日放送）（不定期出演）

### ラジオ
- CROSS SUPER SUNDAY（CROSS FM） - 2007年8月からナビゲーターとして出演
- マチケンマリコのハミングバーズ （RKBラジオ） - 中継リポーターとして出演
- マチコナイト（RKBラジオ・ナイターオフ期のみ放送） - MCとして同局ラジオカー「スナッピー」元リポーター小山正代と共演。
- コーポももちはま
- RKBミュージックファイル
- Hyper Night Program GOW!!  (FM FUKUOKA) -2017年4月より木曜レギュラー。